# Hi-Teknology3: Underground
Albums de Hi-Tek
Hi-Teknology²: The Chip
(2006) Revolutions Per Minute
(2010)
Hi-Teknology3: Underground est le troisième album studio de Hi-Tek, sorti le 11 décembre 2007.
L'album s'est classé 49e au Top Independent Albums et 60e au Top R&B/Hip-Hop Albums.

## Liste des titres
Tous les titres sont produits par Hi-Tek, sauf mention contraire.
| No  | Titre                                                              | Contient un (des) sample(s) de         | Durée |
| --- | ------------------------------------------------------------------ | -------------------------------------- | ----- |
| 1.  | Tek Intro                                                          |                                        | 1:12  |
| 2.  | Life to Me (featuring Estelle)                                     |                                        | 4:37  |
| 3.  | Interlude (featuring Lil' Tone)                                    |                                        | 0:43  |
| 4.  | My Piano (featuring Dion, Ghostface Killah et Raekwon)             | Fuego de Camilo Sesto                  | 4:07  |
| 5.  | God's Plan (featuring Outlawz et Young Buck)                       |                                        | 2:34  |
| 6.  | Ohio All Stars (featuring Chip the Rippa, Cross, Mann et Showtime) |                                        | 4:33  |
| 7.  | Back on the Grind (featuring Dion, Kurupt et Riz)                  |                                        | 4:28  |
| 8.  | I'm Back (featuring Rem Dog – Coproduit par Howard White)          |                                        | 3:54  |
| 9.  | Kill You (featuring Push Montana)                                  |                                        | 3:22  |
| 10. | Handling My Bizness (featuring Big D, Count, Lep et M-1)           |                                        | 3:57  |
| 11. | Come Get It (Tekrumentals)                                         |                                        | 3:40  |
| 12. | Step It Up (Remix) (featuring Dion et Little Brother)              |                                        | 3:49  |
| 13. | Know Me (featuring Jonell)                                         |                                        | 5:19  |
| 14. | Time (featuring Dion et Talib Kweli)                               | Time to Get It Together de Marvin Gaye | 4:39  |
| 15. | Outro                                                              |                                        | 1:09  |